# Bathypaguropsis foresti
Bathypaguropsis foresti is een tienpotigensoort uit de familie van de Paguridae. De wetenschappelijke naam van de soort is voor het eerst geldig gepubliceerd in 2002 door Komai & Lemaitre.